# Gekkō no Carnevale
Gekkō no Carnevale (月光のカルネヴァーレ Gekkō no Karunevāre?, "Carnival of Moonlight") es una novela visual eroge japonesa desarrollada por Nitroplus que fue lanzada el 26 de enero de 2007. La historia fue escrita por Shimokura Vio. Gekkō no Carnevale ha sido adaptada a un manga, una novela ligera y un CD dramático. Es una historia ambientada en un mundo Gótico.

## Sinopsis
La historia tiene lugar en una ciudad que se parece a Italia, conocida como Belmonte, con niveles tecnológicos que se asemejan a los de finales del siglo XIX. En esta ciudad existen muñecos mecánicos de tamaño humano conocidos como “Autómatas” que sirven a la gente de la ciudad.
El protagonista, Romeo, es un conductor de taxi que originalmente estuvo involucrado en una organización conocida como "Orma Rossa" (Marca Roja). Encuentra un autómata con la forma de una mujer joven, que parece tener amnesia. Él la llama Anna y comienzan a vivir juntos. Sin embargo, algún tiempo después, los Orma Rossa comienzan a alcanzar a Romeo, y también aparece una organización compuesta por autómatas; por tanto, Romeo debe luchar para proteger su vida actual.

## Actores de voz
- Romeo - Michinobu Kayama
- Anna - Miyabi Himeno
- Lunaria - Kaori Mizuhashi
- Noel - Mia Naruse
- Germano - Kamezō Yushiyanagi
- Rebecca - Kaori Okuda
- Valentino - Dai Matsuri
- Guglielmo - Kazuya Ichijo
- Silvio - Kurōzaemon Matsugami
- Carmelo - Makoto Yasumura
- Marcantonio - Daisuke Sasaki
- Iris - Runa Sakaki
- Perla - Kisato Shinuchi
- Korunarina - Erena Kaibara
- Pius - Kōtei
- Alternaria - Mia Kureno
- Davide - Kyōnosuke Hiruma
- Paolo - Itsuki Akiyama
- Fabio - Ryou Majima
- Bice - Megumi Yuki

## Recepción
En la primera mitad del año 2007, Gekkō no Carnevale logró ventas netas suficientes para ubicarla en el puesto 50 de la novela visual más vendida en Getchu.com.